# Busenaz Sürmeneli
Busenaz Sürmeneli, née le 26 mai 1998 à Bursa, est une boxeuse amateure turque. En 2021, elle est sacrée championne olympique dans la catégorie poids welters aux Jeux de Tokyo.

## Carrière
Après plusieurs titres dans des compétitions juniors, elle remporte sa première médaille chez les seniors lors des championnats de l'Union européenne de boxe amateur 2017 à Cascia en Italie en prenant l'argent. Deux ans plus tard, elle remporte le bronze aux championnats d'Europe 2019 à Alcobendas puis l'or aux championnats du monde la même année.
Aux Jeux olympiques d'été de 2020, Sürmeneli remporte l'or en poids welters en battant la Chinoise Hong Gu en finale.
Aux Championnats du monde féminins de boxe amateur 2022, elle remporte l'or en poids welters en battant la Canadienne Charlie Cavanagh en finale.
Elle décroche la médaille d'or dans la catégorie des moins de 66 kg aux Jeux méditerranéens de 2022 à Oran.
Elle est médaillée d'or dans la catégorie des poids welters aux Jeux européens de 2023 à Nowy Targ, battant en finale la Belge Oshin Derieuw.
Elle est nommée porte-drapeau de la Turquie aux Jeux olympiques d'été de 2024 aux côtés de l'archer Mete Gazoz.
Elle sera éliminée des Jeux olympiques d'été de 2024 par la Thaïlandaise Janjaem Suwannapheng (8ᵉ mondiale), qui a créé la surprise en la battant sur le score de 4 à 1.